# 来訪神
来訪神（らいほうしん）は、年に一度、決まった時期に人間の世界に来訪するとされる神である。2018年（平成30年）には、日本の来訪神行事10件が「来訪神：仮面・仮装の神々」としてユネスコ無形文化遺産に登録された。

## 概説
多くの場合、仮面に仮装した異形の姿で現れ、豊饒や幸福をもたらすとされる。行事ではその地域の住民等が神に扮する。世界各地で行われるが、日本では折口学によりまれびととして提唱された。

## 日本の来訪神

### 来訪神：仮面・仮装の神々
日本における代表的な来訪神行事である鹿児島県薩摩川内市下甑島のトシドンは、「甑島のトシドン」として、2009年（平成21年）に国連教育科学文化機関（ユネスコ）の無形文化遺産に登録された。日本政府は、2016年（平成28年）に「甑島のトシドン」に他の来訪神行事を加えて8件に拡張した「来訪神：仮面・仮装の神々」の無形文化遺産登録をユネスコに提案した。しかし、審査が先送りされたため、2017年（平成29年）2月にはさらに10件に拡張して再提案し、2018年（平成30年）11月29日に登録（代表一覧表記載）が決定した。登録に含まれる10件の来訪神行事は、以下の通りである。なお、これら10件の行事はいずれも重要無形民俗文化財に指定されている。
- 吉浜のスネカ - 岩手県大船渡市
- 米川の水かぶり[8] - 宮城県登米市
- 男鹿のナマハゲ - 秋田県男鹿市
- 遊佐の小正月行事（アマハゲ） - 山形県飽海郡遊佐町
- 能登のアマメハギ - 石川県輪島市・鳳珠郡能登町
- 見島のカセドリ - 佐賀県佐賀市
- 甑島のトシドン - 鹿児島県薩摩川内市（下甑島）
- 薩摩硫黄島のメンドン[9] - 鹿児島県鹿児島郡三島村（薩摩硫黄島）
- 悪石島のボゼ - 鹿児島県鹿児島郡十島村（悪石島）
- 宮古島のパーントゥ - 沖縄県宮古島市（宮古島）

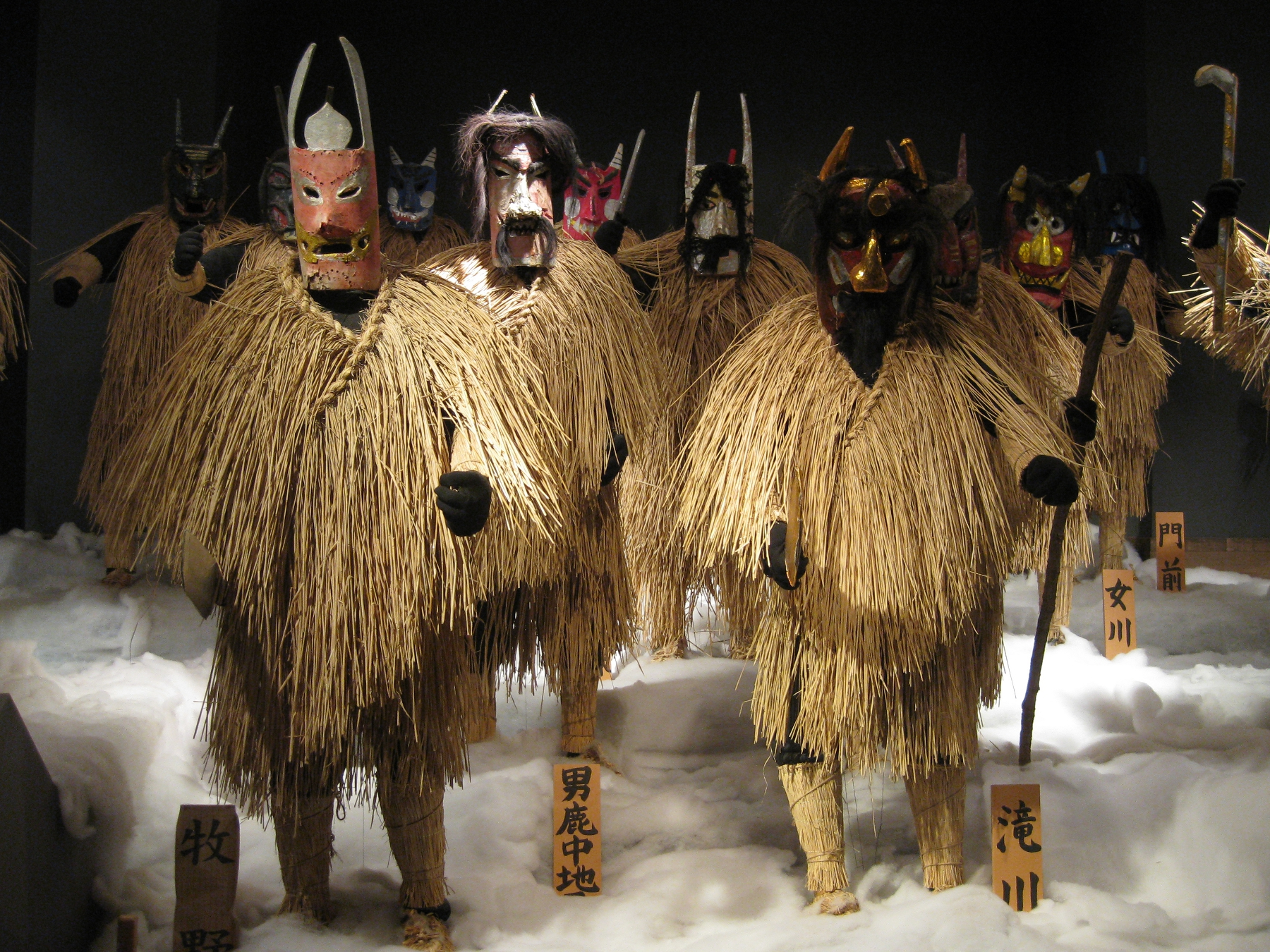
男鹿のナマハゲ（ナマハゲ館）
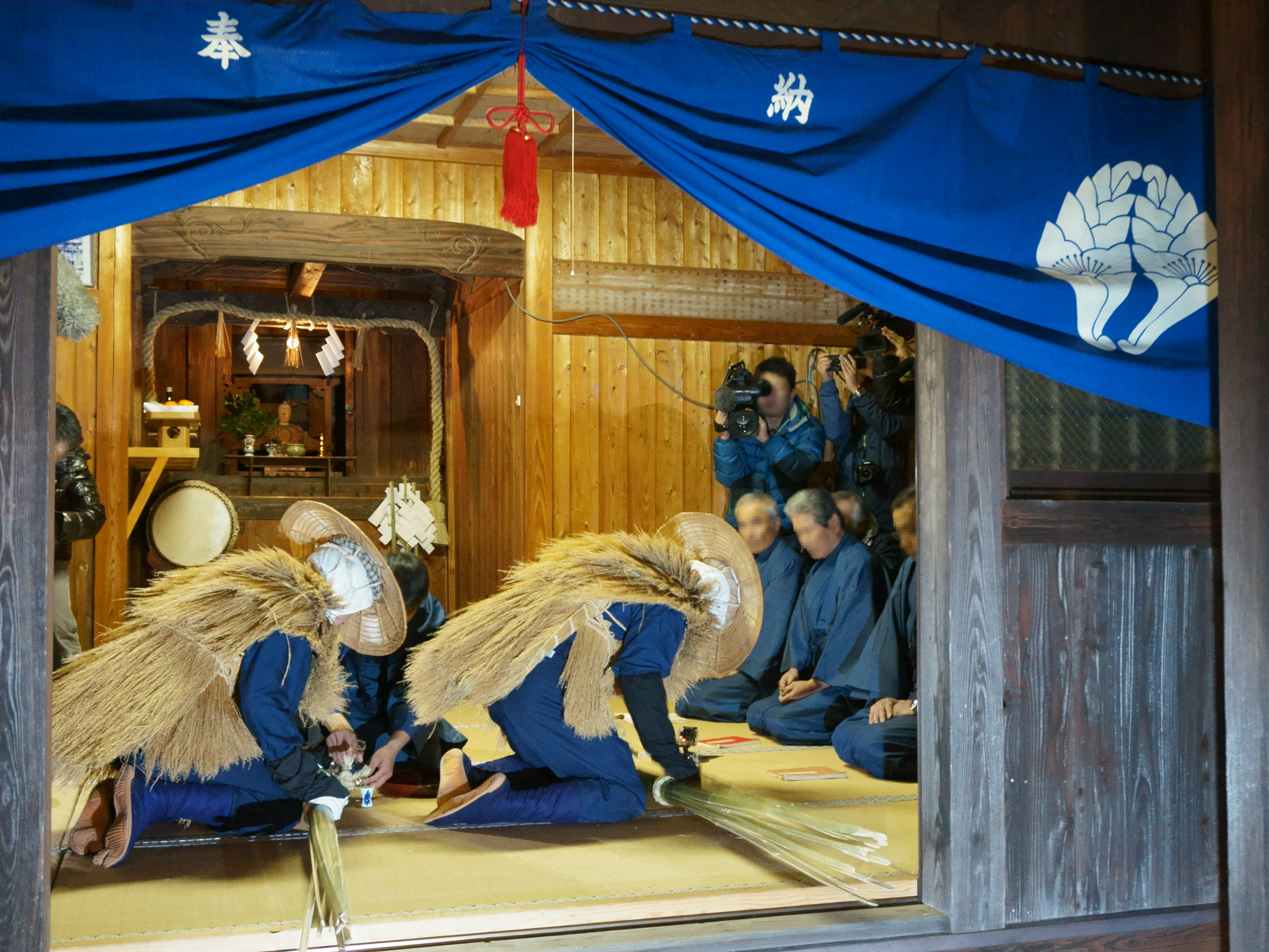
見島のカセドリ
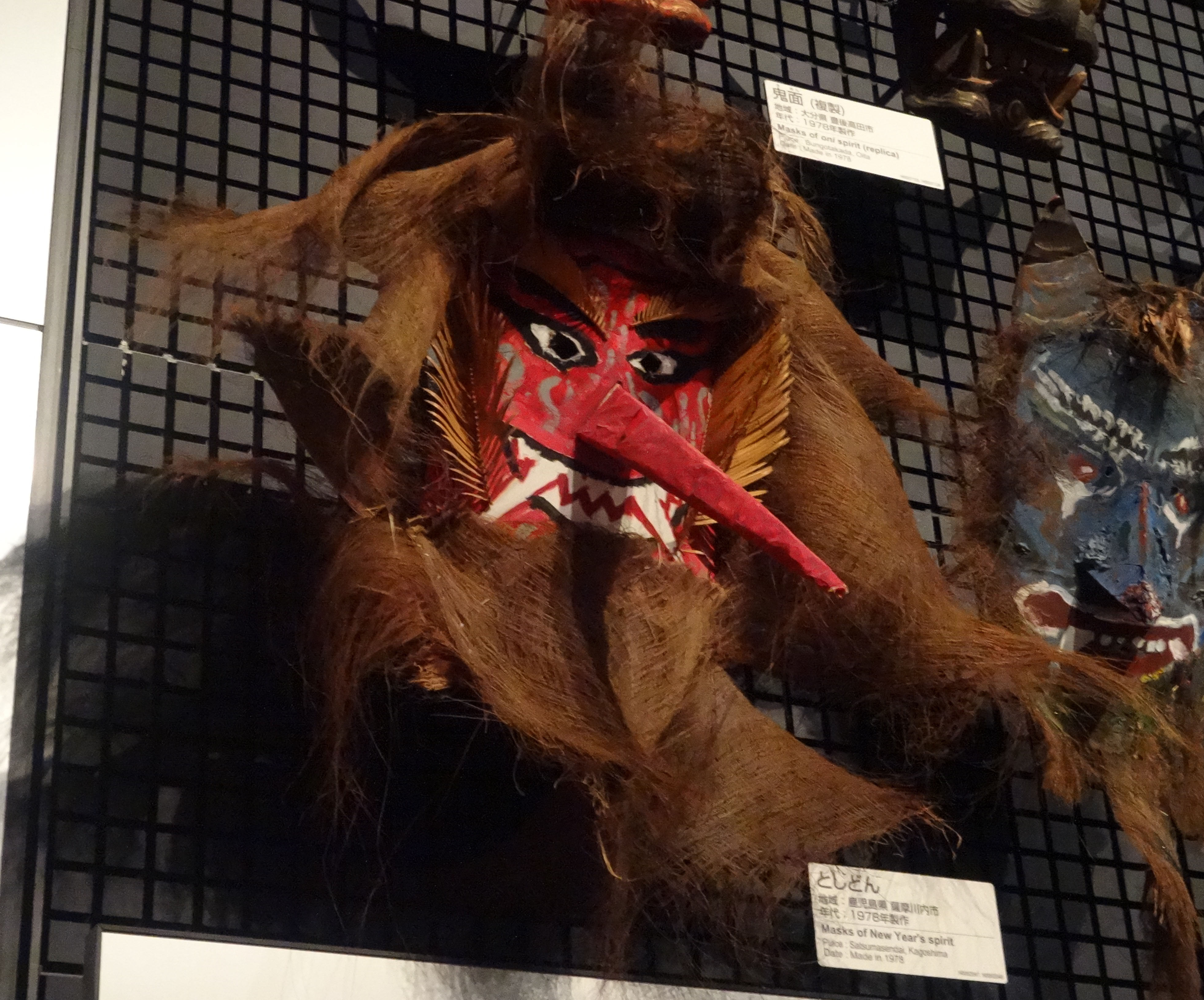
甑島のトシドン（仮面、国立民族学博物館）
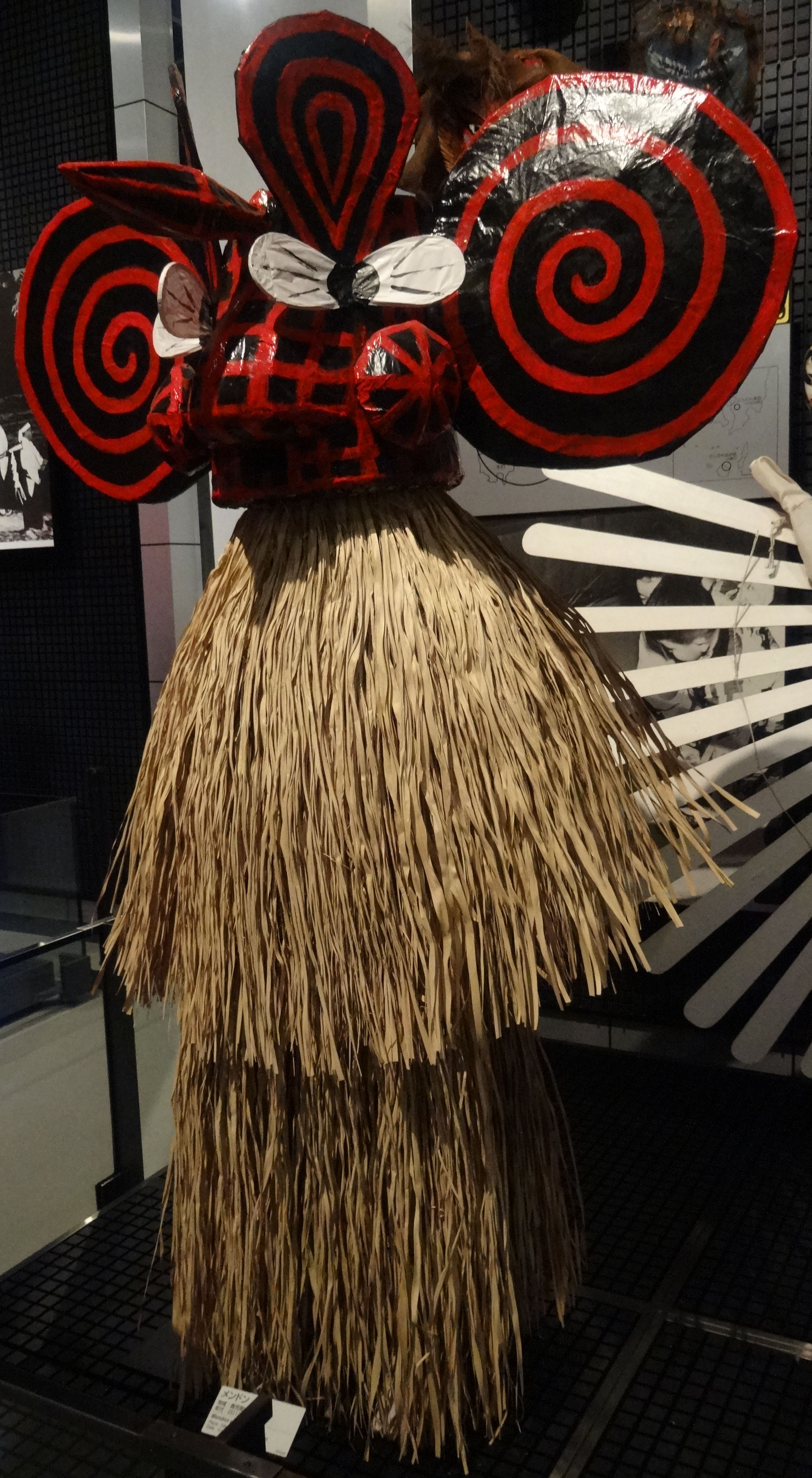
薩摩硫黄島のメンドン（国立民族学博物館）
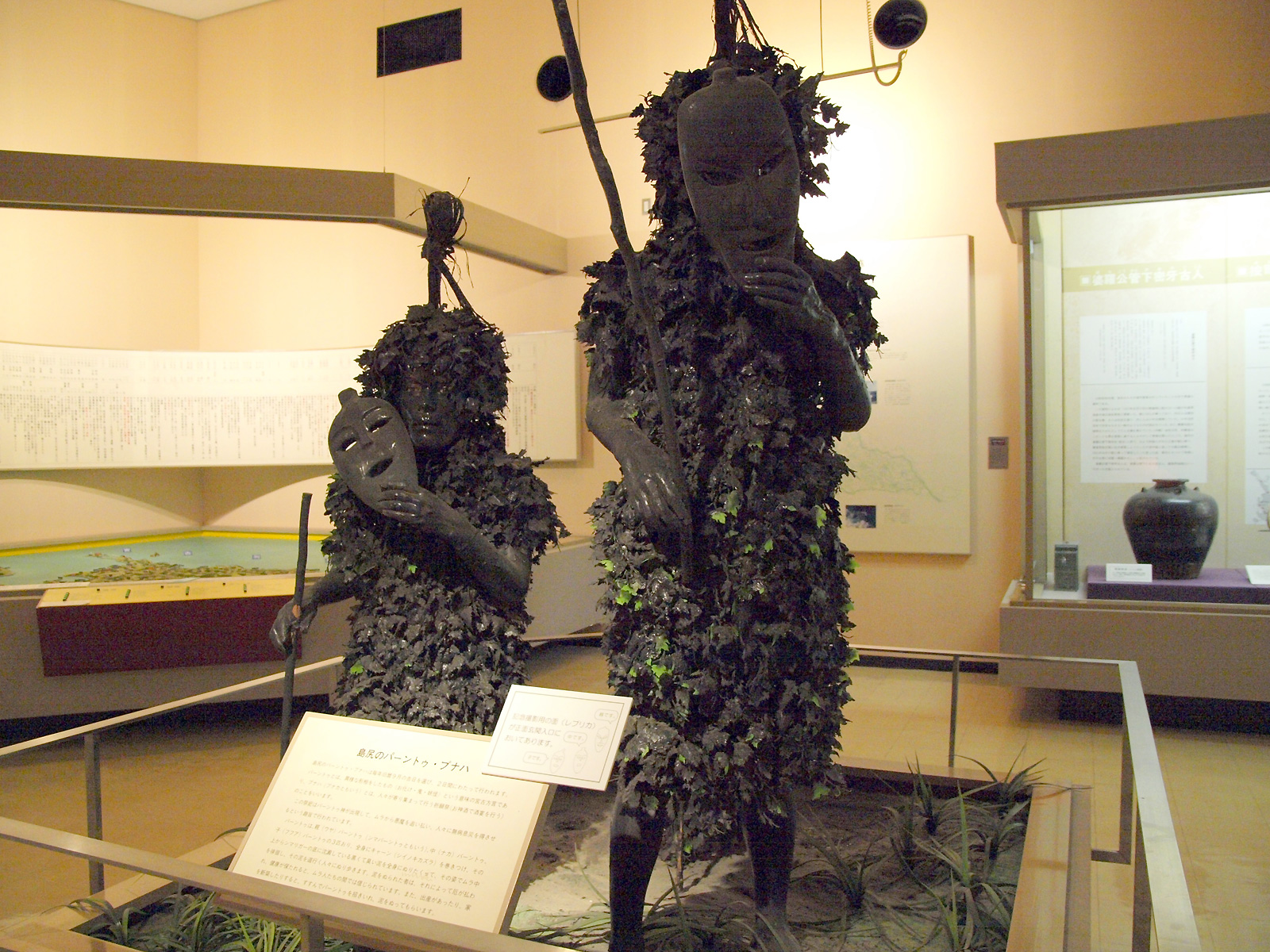
宮古島のパーントゥ（宮古島市総合博物館）

### その他の来訪神行事
日本の来訪神行事には、無形文化遺産への登録が決定したもののほかに、以下のものがある。
- ホロロン - 岩手県。子供らが「ホロロン」と掛け声をかけながら家々を訪れ、菓子や小遣いをもらう
- ナモミ - 秋田県、岩手県。ナナミとも。「吉浜のスネカ」はこの一部。
- あっぽっしゃ - 福井県福井市の旧越廼村蒲生・茱崎地区。
- 二十五日様-東京都神津島
- ホトホト - 島根・鳥取両県。
- コトコト - 岡山・広島県山間部、山口県。地域毎にトロヘントロヘン、トロベイトロベイ、トノベイ、トヘ、とも言う。
- 弥五郎どん - 宮崎県都城市・日南市、鹿児島県曽於市（弥五郎どん祭り:各県の指定無形民俗文化財）[11][12]
- メゴスリ - 宮崎県串間市[13]
- 大王殿 - 鹿児島県日置市（せっぺとべ:日置市指定無形民俗文化財）[14]・姶良郡湧水町（大王殿祭り）[15]
- ミルク - 沖縄県沖縄本島・八重山列島各地[16]
- アカマタ・クロマタ - 沖縄県石垣市（石垣島）･竹富町（西表島・小浜島・上地島）
- マユンガナシ - 沖縄県石垣市（石垣島）[17][18]
- フサマラー - 沖縄県竹富町（波照間島）[19]

このほか、「カセ鳥」などの小正月の訪問者も来訪する異形の者、という形式は類似している。
来訪神行事が伝わる地域はいわゆる「田舎」であり、少子高齢化が進む日本の中でも過疎が深刻な場合が多い。このため、来訪神に扮する人の年齢層を以前より広げたり、域外から訪れる人を加えたりする例もある。